# Trepang2
 (octobre 2023).
Si vous disposez d'ouvrages ou d'articles de référence ou si vous connaissez des sites web de qualité traitant du thème abordé ici, merci de compléter l'article en donnant les références utiles à sa vérifiabilité et en les liant à la section « Notes et références ».
Trepang2 (parfois écrit Trepang²) est un jeu vidéo de tir à la première personne développé par Trepang Studios et édité par Team17, sorti le 21 juin 2023 pour la plateforme Steam.

## Trame
Le Sujet 106 doté de capacités surhumaines est capturé par les forces paramilitaires de la société Horizon Corporation et soumis à des expériences scientifiques obscures dans un site secret. 
Un jour, le complexe est attaqué par un commando de la Force Opérationnelle 27 qui le libère et l'amène à rejoindre ses rangs. Le sujet 106  va alors se retourner contre ses anciens geôliers et découvrir ce que prépare Horizon Corporation.

## Système de jeu

### Généralités
Trepang2 est un jeu de tir en vue subjective inspiré de FEAR. Le joueur dispose de capacités spéciales comme le bullet time qui permet de ralentir le temps pour prendre le dessus lors des combats. Il est également possible d'activer un camouflage optique rendant le joueur invisible pendant une courte durée. Le joueur peut effectuer de longues glissades pour se mettre à couvert, mais également éliminer les ennemis. Le joueur peut transporter avec lui deux armes à feu ainsi qu'une arme de jet comme des grenades de différents types ou un tomahawk. Il est également possible d'attaquer au corps-à-corps.   
Le personnage jouable dispose d'une barre de vie et d'une jauge de blindage qui peuvent être recomplétées avec des trousses de soins et des kits de blindage trouvables dans les niveaux du jeu ou lâché par les ennemis. Les niveaux sont également parsemés d'éléments d'informations qui peuvent être ramassés pour en apprendre plus sur l'univers de Trepang2 et son scénario.   
Entre chaque mission, le joueur revient à la base de la Force Opérationnelle 27 qui sert de hub central. C'est là que le joueur peut choisir entre les différentes missions, personnaliser l'apparence du Sujet 106, sélectionner son arsenal avant de partir en mission ou utiliser le simulateur de combat et le mode Survie.
Les soldats ennemis sont de différents types selon l'unité d'Horizon à laquelle ils appartiennent, les plus légers étant équipés d'armes de poing tandis que les plus puissants disposent de fusils d'assaut, de gilets pare-balles et de lunettes de vision nocturne. Le joueur sera également amené à croiser des cibles de haute valeur qui sont des commandants de terrain d'Horizon Corporation qui sont mieux armés et plus agressifs que leurs hommes. 

### Arsenal
L'arsenal proposé par Trepang2 est inspiré d'armes issues de la réalité qui apparaissent sous un nom fictif dans le jeu. Ainsi, le HS Produkt VHS-D2 est appelé simplement Fusil dans le jeu. 
L'armurerie du jeu va de l'arme de poing au lance-grenades en passant par le fusil d'assaut ou de précision. Chaque arme peut être améliorée avec divers accessoires que le joueur peut récupérer dans les différents niveaux du jeu comme un silencieux ou une optique de visée. 
Au cours de l'aventure, le Sujet 106 obtiendra la capacité de tenir une arme dans chaque main, décuplant sa puissance de feu.

### Environnements
Le scénario de Trepang2 propose des missions se déroulant dans le monde entier, ce qui se traduit parfois dans l'architecture des lieux visités. Les missions se divisent entre les principales qui sont obligatoires pour avancer dans l'histoire du jeu et ne peuvent être passées, et les missions secondaires qui ne sont pas indispensables, mais permettent d'en apprendre plus sur le scénario de Trepang2 et de débloquer des équipements supplémentaires.
La campagne principale commence par l'évasion du Site 14, une prison clandestine d'Horizon Corpation basée dans un lieu isolé et montagneux se composant de longs couloirs sombres et de nombreux postes de surveillance.  
La deuxième mission amène le Sujet 106 à prendre d'assaut l'Institut Pandora, officiellement une clinique de luxe destinée à accueillir des patients en soins palliatifs mais qui sert en réalité de laboratoire secret pour des expériences illégales menées sur ses hôtes.  
La Force Opérationnelle 27 met ensuite le cap sur le Royaume-Uni pour attaquer le château de Jorvik, une immense bâtisse étalée sur plusieurs niveaux qui est le repaire d'une mystérieuse secte dirigée par un chef se faisant appeler le Patriarche. Ses membres sont des fanatiques lourdement armés qui n'hésiteront pas à se sacrifier pour leur maître.  
Après cette mission, les équipes de la Force Opérationnelle 27 se rendent en Sibérie sur le mystérieux Site 83 jadis découvert par les Soviétiques et fermés à la suite d'une série d'incidents effrayants.  
Le mystère du Site 83 révélé, la Force Opérationnelle 27 et le Sujet 106 s'apprêtent à prendre d'assaut le quartier général d'Horizon Corporation dans les Caraïbes pour mettre un terme à son existence.  
La mission accomplie, une dernière surprise attend le Sujet 106... 

## Développement
Le studio de développement basé à Vancouver débute le développement du jeu en 2016, à l'origine simplement dans le but d'apprendre à maîtriser le moteur graphique Unreal Engine 4. 
Au départ, Trepang Studio ne compte qu'un seul membre, mais il passe bientôt à quatre après le succès des premières démos publiées. Le projet va progressivement se développer et inclure le bullet time et la furtivité dans le gameplay. 
Des dialogues ennemis sont également ajoutés pour permettre au joueur de localiser leurs déplacements et rendre le jeu plus accessible.
En septembre 2023, Trepang2 reçoit une mise à jour incluant cinq nouveaux environnements pour le simulateur de combat. En novembre de la même année sort un season pass comprenant de nouvelles missions pour la campagne solo ainsi qu'un nouveau mode intitulé Survie. Le simulateur de combat est encore mis à jour en mars 2024, le joueur pouvant déterminer le type d'ennemis qu'il affrontera et de choisir la musique. 

## Accueil
Trepang2 est plutôt bien accueilli à sa sortie, recevant une moyenne très positive sur Metacritic. 